# Herculano Ferreira Pena
Herculano Ferreira Pena (Vila do Príncipe, 14 de janeiro de 1811 — 27 de maio de 1867) foi professor, jornalista e político brasileiro.

## Carreira
Professor de primeiras letras, na Escola Modelo de Ouro Preto (1830 a 1832). Aos 19 anos, assumiu, juntamente, com o padre liberal Antônio José Ribeiro Bhering, a redação do jornal “O Novo Argos” (1829-1834). Aos 22 anos de idade se desligou do magistério para atuar como Secretário do Conselho Geral da Província e, com a extinção deste passou a exercer o cargo de Secretário da Província (1834 a 1842).
Foi Deputado Geral por Minas, de 1838 a 1844. Foi sócio do Instituto Histórico e Geográfico Brasileiro a partir de 1839.
Em 1842 assumiu, por um mês, a vice-presidência da província mineira e, a partir de então, inicia a sua carreira, como parte da elite imperial, conquistando a confiança do Imperador que o nomeia, seguidamente, como presidente das províncias: Espírito Santo (1845–1846), Grão-Pará (1846–1847 e 1847–1848), Pernambuco (1848), Maranhão (1849), Amazonas (1853–1855), novamente Minas Gerais (1856–1857), Bahia (1859–1860) e Mato Grosso (1862–1863); foi a pessoa que obteve mais nomeações para administrar províncias durante o reinado de Pedro II. Chegou ao Senado pela província do Amazonas (1852). Recebeu comendas e ordens: foi fidalgo cavaleiro da Casa Imperial e dignitário da Ordem da Rosa.
Casado com Francisca de Paula Freire de Andrade, filha do coronel reformado do exército, barão de Itabira, Herculano faleceu em 1867, aos 56 anos de idade, na cidade do Rio de Janeiro.